# Nuit et brouillard
Nuit et brouillard (bra: Noite e Neblina; prt: Noite e Nevoeiro) é um documentário francês realizado em 1955 a partir de uma encomenda feita ao cineasta Alain Resnais pelo Comitê da História da Segunda Guerra Mundial. O filme tinha como objetivo comemorar dez anos da libertação dos campos de concentração. O título é retirado de Nacht und Nebel (Alemão para "Noite e Neblina"), a lei decretada pela Alemanha Nazista que legitimava abduções e desaparecimentos de iniciativa do Estado. O documentário possui como fio condutor uma narração em over de Michel Bouquet de um texto redigido pelo poeta Jean Cayrol.
O filme fornece um contexto histórico da época, além de descrever o cotidiano dos prisioneiros que ali viveram. Foi todo gravado em cores, no ano de 1955, nos terrenos abandonados de Auschwitz e Majdanek localizados na Polônia. O filme inclui também imagens de arquivo em preto e branco que sugerem detalhes da vida e da morte nos campos. O impacto das imagens de Noite e Neblina, e do texto do escritor Jean Cayrol, suplantaram a intenção de memorial dos desaparecidos para se transformar, nas palavras de François Truffaut, em "uma lição de história, inegavelmente cruel, mas merecida" no filme "mais nobre jamais filmado antes".

## Ficha Técnica
- Direção: Alain Resnais
- Produção: Anatole Dauman, Philipe Lifchitz (Argos Films, Como-Films)
- Assistentes de Direção: Anne Sarraute, André Heinrich
- Co-Roteirista: Chris Marker[3]
- Roteiro: Jean Cayrol[3]
- Música: Hanns Eisler
- Conselheiros Históricos: Henri Michel , Olga Wormser[5][4]
- Direção de Fotografia: Ghislain Cloquet[3]
- Som: Sacha Vierny[3]
- Narração: Michel Bouquet

## Produção
Noite e Neblina é uma encomenda do Comitê de História da Segunda Guerra Mundial para o décimo aniversário da liberação dos campos de concentração e de extermínio, do qual o historiador Henri Michel era o secretário geral na época. Ele e Olga Wormser, em 1954, forneceram o embasamento histórico para a realização do filme.
Para dirigir a obra, o produtor Anatole Dauman procurou um jovem realizador, Alain Resnais, que a princípio recusou a proposta, considerando sua falta de legitimidade para abordar tal assunto. Entretanto, engajou-se na realização do filme depois de convencer o escritor Jean Cayrol a escrever o roteiro, uma vez que o escritor participou do movimento de resistência francês e por isso foi deportado para o KZ Mauthausen em 1943, por conta do próprio decreto Natch und Nebel. O filme foi também co-roteirizado por Chris Marker, amigo próximo de Alain Resnais.
De duração de trinta e dois minutos, Noite e Neblina articula imagens de arquivos em preto e branco e imagens filmadas em cores com a leitura do texto de Cayrol feita pelo ator Michel Bouquet, que se recusou a receber o crédito, em homenagem as vítimas do Holocausto. Na intenção de retirar ao máximo a emoção da voz de Bouquet, Resnais o fez repetir o texto inúmeras vezes durante dias. O texto de Cayrol, por sua vez, lembra o mundo do dia-a-dia dos campos de concentração, a tortura, a humilhação, o terror, e o extermínio, com frases e vocabulário muito explícitos sobre o que acontecia nos campos. Entretanto, para a primeira versão alemã do filme, o poeta Paul Celan não traduziu o texto literalmente para o alemão, mas optou por uma tradução mais poética, eufêmica e aberta, de forma a minimizar ao ouvido do espectador o horror vivido nos campos. A tradução literal do texto original de Cayrol só foi publicada em alemão em 1997.
Com inúmeros travellings lentos pelos campos de concentração, mesclando imagens coloridas e preto e branco, mas também com planos fixos, somado à narração apática de Michel Bouquet que contava o cotidiano dos deportados nos campos, o filme resulta, segundo François Truffaut, numa "doçura aterrorizante", que imprime um ritmo lento de reflexão sobre as imagens. As gravações aconteceram de maio de 1955 à janeiro de 1965 na Polônia, em dois lugares diferentes: no campo de concentração de Auschwitz-Birkenau e no campo de Majdanek (oficialmente o KL Lublin), localizado ao sul da cidade polonesa de Lublin.
Para além do texto, a musica do filme foi composta pelo compositor germano-austríaco Hanns Eisler, que se exilou no México e nos Estados Unidos para fugir do regime nazista. A música contribui fundamentalmente para o ritmo do filme e, segundo Resnais, propositalmente "quanto mais as imagens são violentas, mais a música é leve" já que Hanns Eisler queria mostrar que o otimismo e a esperança humana existem sempre em plano de fundo.
Segundo o próprio Resnais, a montagem do filme foi quase um processo de vertigem. Era difícil colar tantos planos sem dar a imagem de um "monumento ao horror", o que fugia da intenção do realizador de propor uma reflexão sobre a condição humana e o caráter do homem. Sua vontade era fazer um filme para o futuro, apesar do caráter documental, de forma alguma um filme que evocasse um "passado que não retornará jamais". O cineasta, mesmo trabalhando sob encomenda, quis ampliar a leitura como uma crítica à intervenção da França na Argélia. Ao trocar o vocábulo judeu por deportado, tratando qualquer genocídio motivado por xenofobia, Resnais acertou no alvo. Além de universalista, a obra se tornou atemporal.
Realizado dez anos depois do fim da Segunda Guerra Mundial, o que o garantiu um certo distanciamento, se contrapunha também ao avanço do negacionismo, bem como um aviso sobre os riscos que apresentariam uma banalização, até mesmo um retorno na Europa, do antissemitismo, do racismo ou ainda do totalitarismo.
Em 31 de janeiro de 1956, o filme ganhou o prêmio Jean Vigo, na França, elogiado pelo júri pela sua qualidade estética, como que a disfarçar a crítica política à cumplicidade do Estado Francês. Ficou em cartaz em Paris em uma única sala de cinema durante cinco meses.
Hoje, o filme faz parte dos conteúdos pedagógicos exibidos aos alunos de escolas na França e de escolas francesas em outros países pois é um dos raros filmes que, por sua sobriedade, pela solidez histórica de suas referências e pela contundência de suas imagens, permanece uma referência incontornável.

## Construção do filme
Segundo um artigo de Henri-Paul Sénecalpublicado na Revue de cinéma número 28, em 1962, o filme tem uma divisão clara em três partes, mas que se misturam entre si, criando uma dialética própria:
A primeira parte é uma rememoração, realizada a partir de material de arquivo, do momento de fortalecimento do nazismo, o qual levava a uma ampliação do extermínio. Após mostrar a Alemanha vitoriosa do início da guerra, o filme logo volta-se para os campos de concentração. Neste momento, é apresentada a construção de um campo de concentração, com a narração exaltando a frieza envolvida nesta preparação: "Os arquitetos desenham calmamente estes pórticos destinados a ser atravessados apenas uma vez". Assim, revela-se o início do absurdo, com a prisão dos deportados, sua reunião nas plataformas das estações de trem, sua partida aos campos e, por fim, o falecimento de alguns ainda nos trens, segundo a narração, "os primeiros escolhidos pela morte".
A segunda parte segue com o material de arquivo, porém, agora é alternada com algumas gravações das ruínas dos campos de concentração. Sempre associadas à narração, dentre as duas formar de conduzir a narrativa, a imagem de arquivo é usada em momentos descritivos e as gravações das ruínas, em momentos mais líricos. Com isso, o uso das imagens de época são associadas, nesta parte, a uma explicação dos rituais de poder dentro dos campos, exaltando a humilhação destes prisioneiros. Em contrapartida, as imagens das ruínas dos campos, contemporâneas à realização da obra, são tentativas de transmitir o medo ininterrupto dos deportados, ressaltando sempre o quanto é difícil transmitir tal sentimento sendo minimamente fiel ao sofrimento de quem viveu esse horror, como diz a narração: "Nenhuma descrição, nenhuma imagem consegue dar a verdadeira dimensão de um medo ininterrupto".
Na terceira parte, é descrito o extermínio dos deportados, nos fornos crematórios e nos campos de fuzilamento. O uso das gravações nas ruínas é mais frequente neste momento. O terror do extermínio em poucos momentos é revelado a partir de imagens fortes, ocorrendo uma preferência pela descrição do horror a partir da narração em contato com as gravações dos espaços vazios. Na câmara de gás, as marcas de unha nas paredes e no teto, ressaltadas pelo narrador, mostram os fragmentos do sofrimento ainda contidos naquelas ruínas. Em contraste com a sutil marca do horror na estrutura do prédio, mostra-se em seguida imagens de arquivo das fogueiras, com o narrador explicando que estas eram acionadas quando os fornos não davam conta da demanda.
Vale ressaltar que, de acordo com Paul Sénecal, tal divisão em três partes não é hermética: as partes se recortam umas às outras em uma ordenação mais dramática que dialética.

## Censura
O filme teve que enfrentar a censura francesa, que procurava disfarçar as responsabilidades do Estado francês na deportação de perseguidos para campos de concentração na Alemanha. Em 1956, a comissão de censura exigiu que fosse excluída do filme uma fotografia de arquivo na qual podia-se ver um policial francês vigiando o campo de Pithiviers. Os autores do filme se recusaram mas foram obrigados a esconder a presença francesa, cobrindo o chapéu do policial, que possuía o distintivo inconfundível do uniforme francês, por um reenquadramento da fotografia. Este artifício, propositalmente visível, foi posteriormente retirado, em 1997, e a imagem retornou à sua integralidade.
As autoridades alemãs também perseguiram o filme , pedindo sua retirada da seleção oficial do festival de Cannes de 1957, acusando o realizador de querer perturbar a reconciliação franco-alemã. O adido cultural da Embaixada da Alemanha em Paris, Bernhard von Tieschowitz, em carta enviada para Robert Favre Le Bret - diretor de Cannes - resume a posição do ministério das Relações Exteriores da RFA (Alemanha Ocidental): “sem nada a obstar em relação a um filme que quer ver exibido em todas as cidades alemãs, e de acordo que sejam prestadas homenagens aos assassinados e às vítimas infelizes do terror nazista, pensa não obstante que o festival internacional de Cannes não é o fórum adequado para semelhante evento que deve favorecer relações amistosas entre os povos. A exibição de Noite e Neblina arriscaria envenenar a atmosfera em Cannes e prejudicaria a reputação da República Federal da Alemanha, o espectador normal não sendo capaz de perceber a diferença entre os líderes criminosos do regime nazista e a Alemanha de hoje.”
Essa forma de contestação do filme provocou, em contrapartida, numerosos protestos na Alemanha e na França. Os organizadores do festival ordenaram a supressão da imagem do policial e, à pedido da embaixada da Alemanha, o filme foi retirado de Cannes. A Suíça proibiu a exibição do filme em nome de sua "neutralidade".

## Recepção
Em seu lançamento, o filme foi muito aclamado na França. Jacques Doniol-Valcroze escreveu na revista francesa Cahiers du Cinéma que o filme é uma obra poderosa, comparável ao trabalho dos artistas Francisco Goya e Franz Kafka. O crítico e diretor francês François Truffaut referiu-se a Noite e Neblina como o maior filme já feito. Em 2015, o escritor e sociólogo americano Todd Gitlin o descreve como "uma apoteose insuportável de desolação que fala da necessidade de fazermos um esforço mental para compreender o que é impossível de compreender - um dever que nos foi imposto pela história".
Ironicamente, Nitzan Lebovic apontou que o filme não foi bem recebido em Israel. A abordagem universalista de Resnais atraiu algumas críticas que chegaram ao Knesset (o parlamento israelense), imediatamente após sua estreia, em 1956. Um debate político iniciou-se em torno do filme, dividindo partidários e oponentes entre religiosos e seculares, e resultou em um lançamento pequeno e limitado até o final da década de 1970.
Em uma pesquisa da revista britânica Sight and Sound de 2014, os críticos de cinema elegeram Noite e Neblina como o quarto melhor documentário de todos os tempos.

## Prêmios
- Prix Jean Vigo 1956 - Vencedor[18]
- Cinema Eye Honors Awards 2014 :The Influentials - Vencedor[18]
- Karlovy Vary – Grand Prize - Vencedor
- BAFTA 1961 - Nomeado[18]